# 10 літ Казахстана
10 літ Казахста́ну (каз. Қазақстанның 10 жылдығы) — село у складі Коксуського району Жетисуської області Казахстану. Входить до складу Мукринського сільського округу.
У радянські часи село називалось Бригада 1-а.
Населення — 404 особи (2021; 263 у 2009, 543 у 1999, 471 у 1989).